# Cyrtosia nigrescens
Cyrtosia nigrescens är en tvåvingeart som beskrevs av Zaitzev 1972. Cyrtosia nigrescens ingår i släktet Cyrtosia och familjen svävflugor. Inga underarter finns listade i Catalogue of Life.